# Autorretrato (Eliseu Visconti)
Autorretrato do pintor ítalo-brasileiro Eliseu Visconti (1866-1944) é uma pintura óleo sobre tela que faz parte do acervo da Pinacoteca do Estado de São Paulo.

## Descrição
O quadro com 40 cm de altura por 33 cm de largura, representa o artista com barba ruiva, portando chapéu e gravata borboleta.
O Centro Cultural Banco do Brasil (CCBB) da cidade de São Paulo, incluiu o Autorretrato em uma exposição coletiva "Erotica: Os sentidos na arte" realizada de 12 de outubro de 2005 a 8 de janeiro de 2006, a mesma exposição esteve no Centro Cultural Banco do Brasil (CCBB) no Rio de Janeiro entre 20 de fevereiro e 30 de abril de 2006 
A obra de arte foi apresentada na exposição "Eliseu Visconti - A Modernidade Antecipada", patrocinada pela Pinacoteca do Estado de São Paulo e Museu Nacional de Belas Artes, no Rio de Janeiro entre dezembro de 2011 e junho de 2012.

## Cronologia
O artista retratou a si mesmo durante toda a sua vida artística, dando origem a uma ampla produção de aquarelas, desenhos e pinturas.[carece de fontes?]

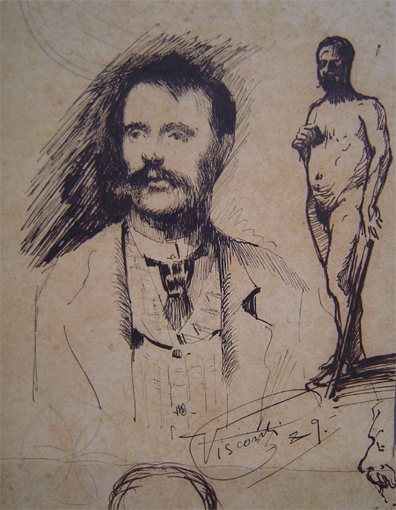
1889 - desenho a bico de pena, coleção particular
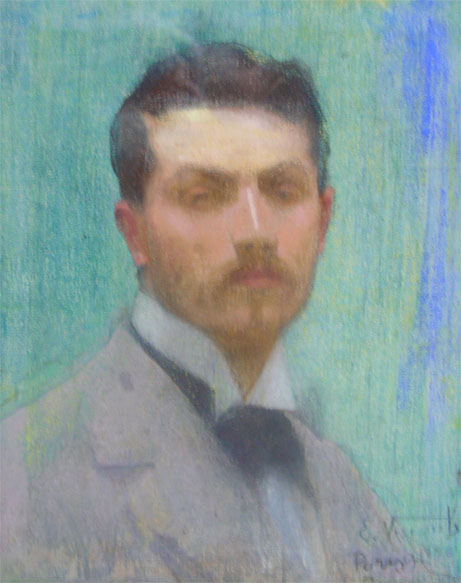
1896 - pintura pastel, coleção particular
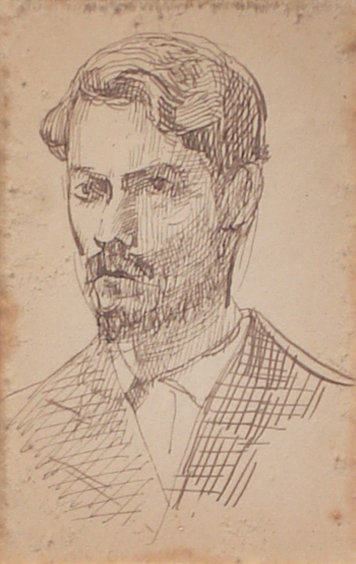
1900 - desenho a bico de pena, coleção particular
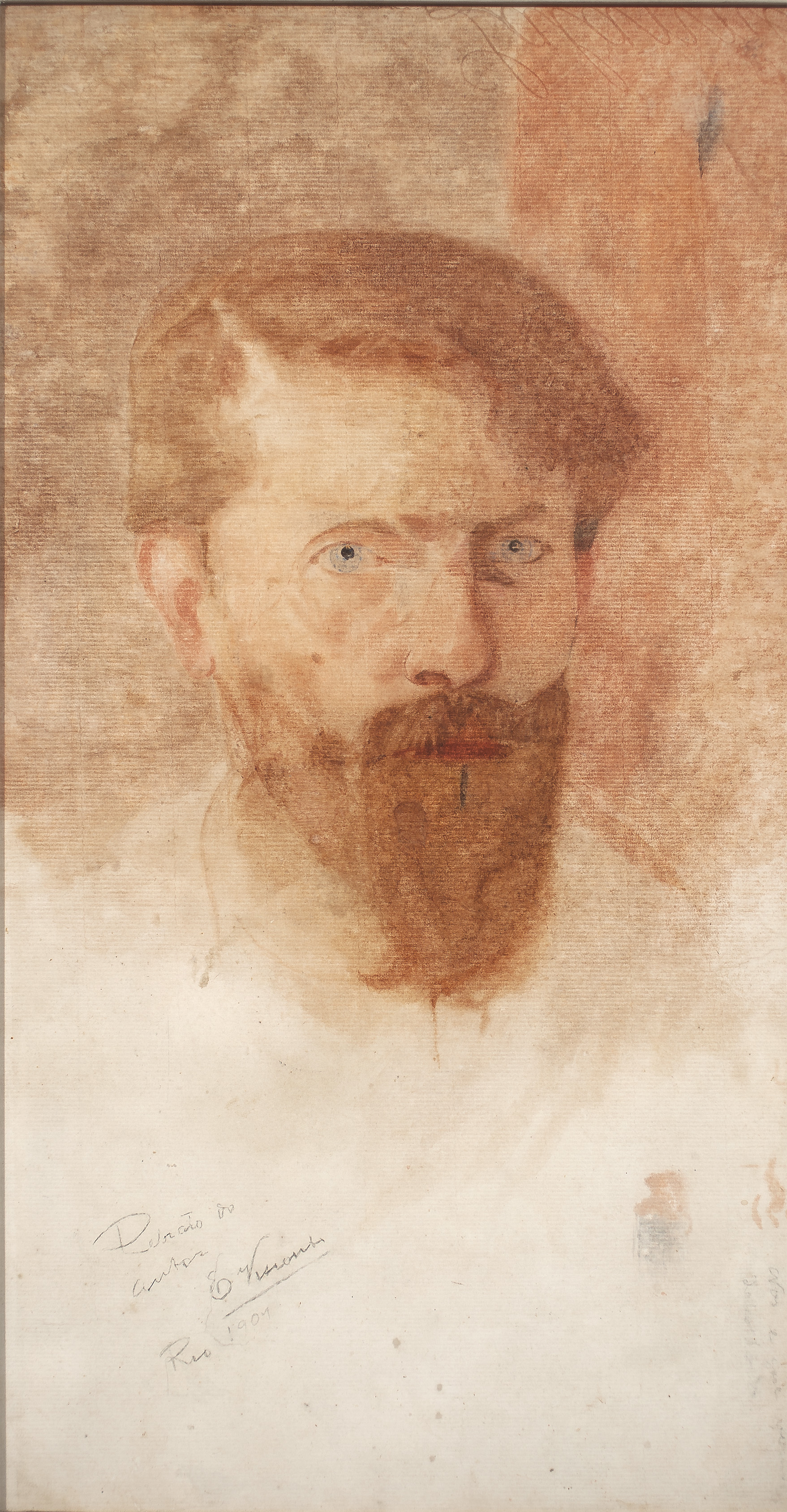
1901 - aquarela, coleção particular
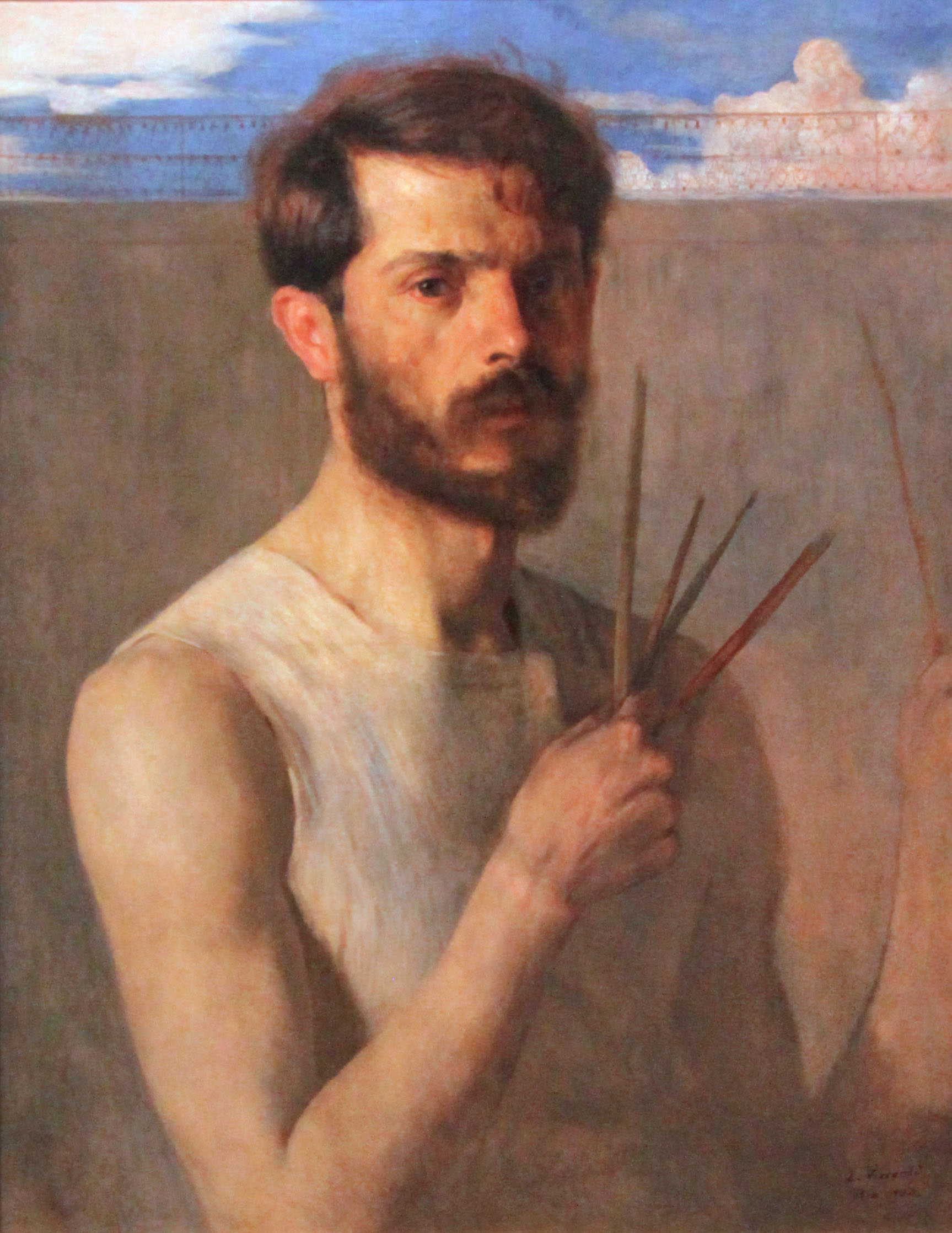
1902 - óleo sobre tela, Coleção Tobias d’Angelo Visconti
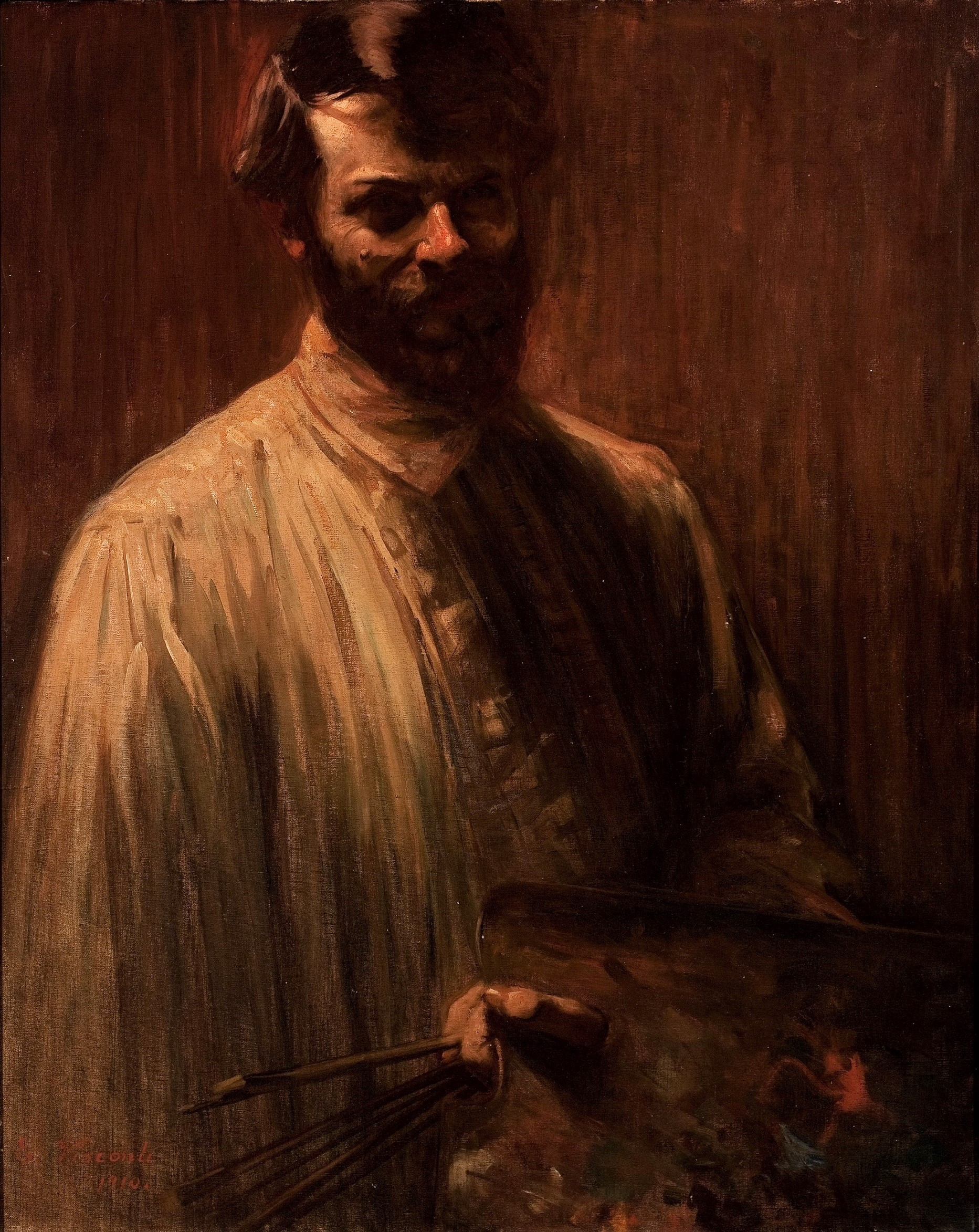
1910 - óleo sobre tela, Museu Nacional de Belas Artes
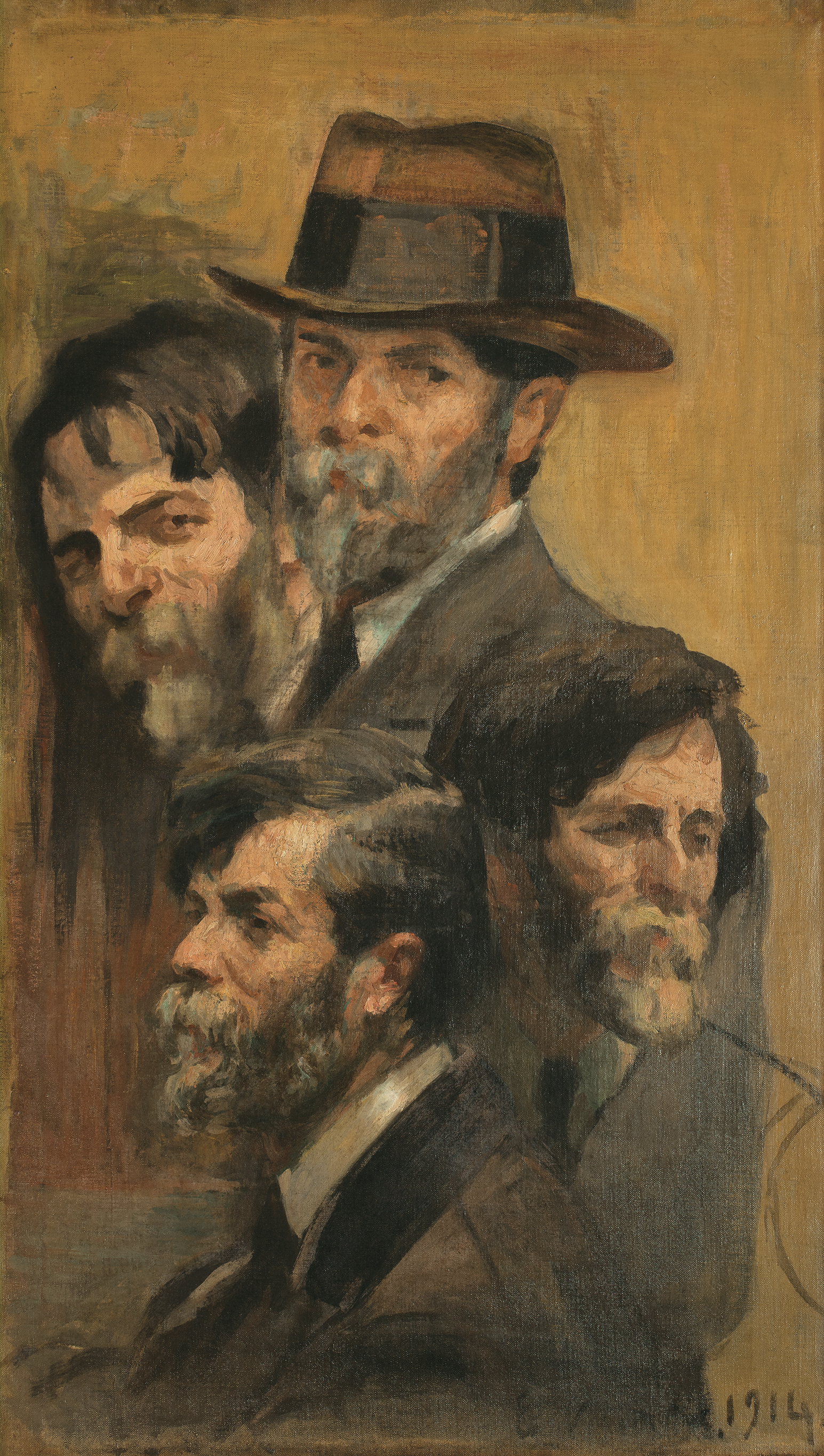
1914 - óleo sobre tela, Coleção Maria do Carmo Carvalho
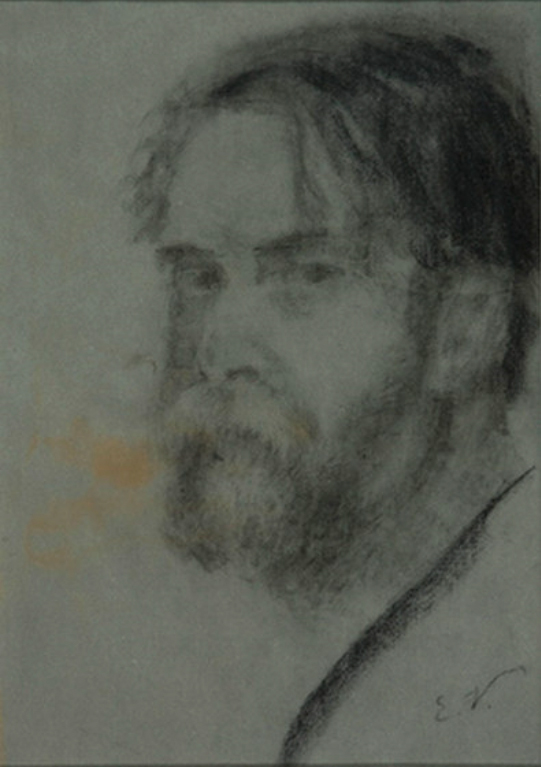
1924 - desenho a carvão e giz, Pinacoteca Ruben Berta
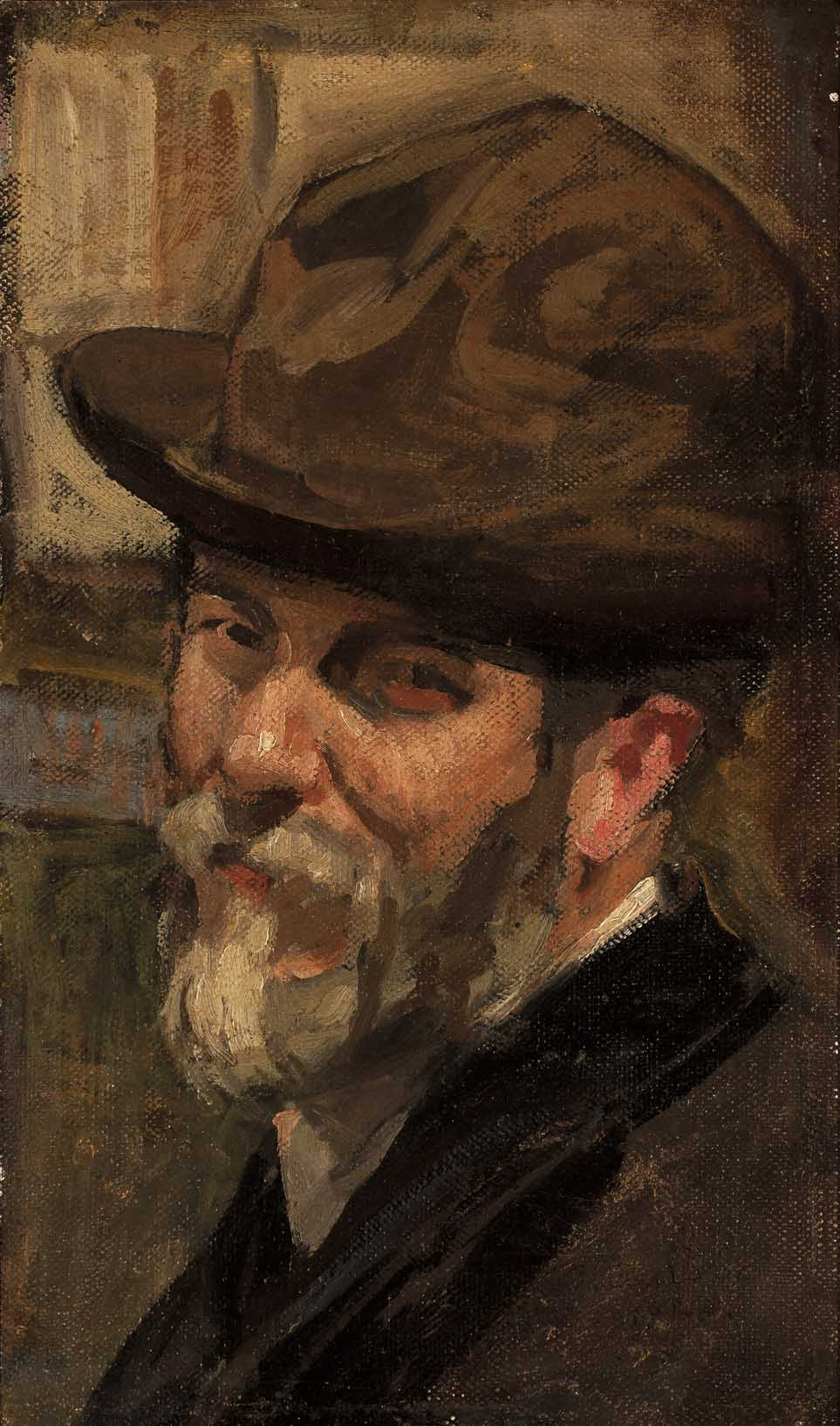
1925 - óleo sobre tela, coleção particular
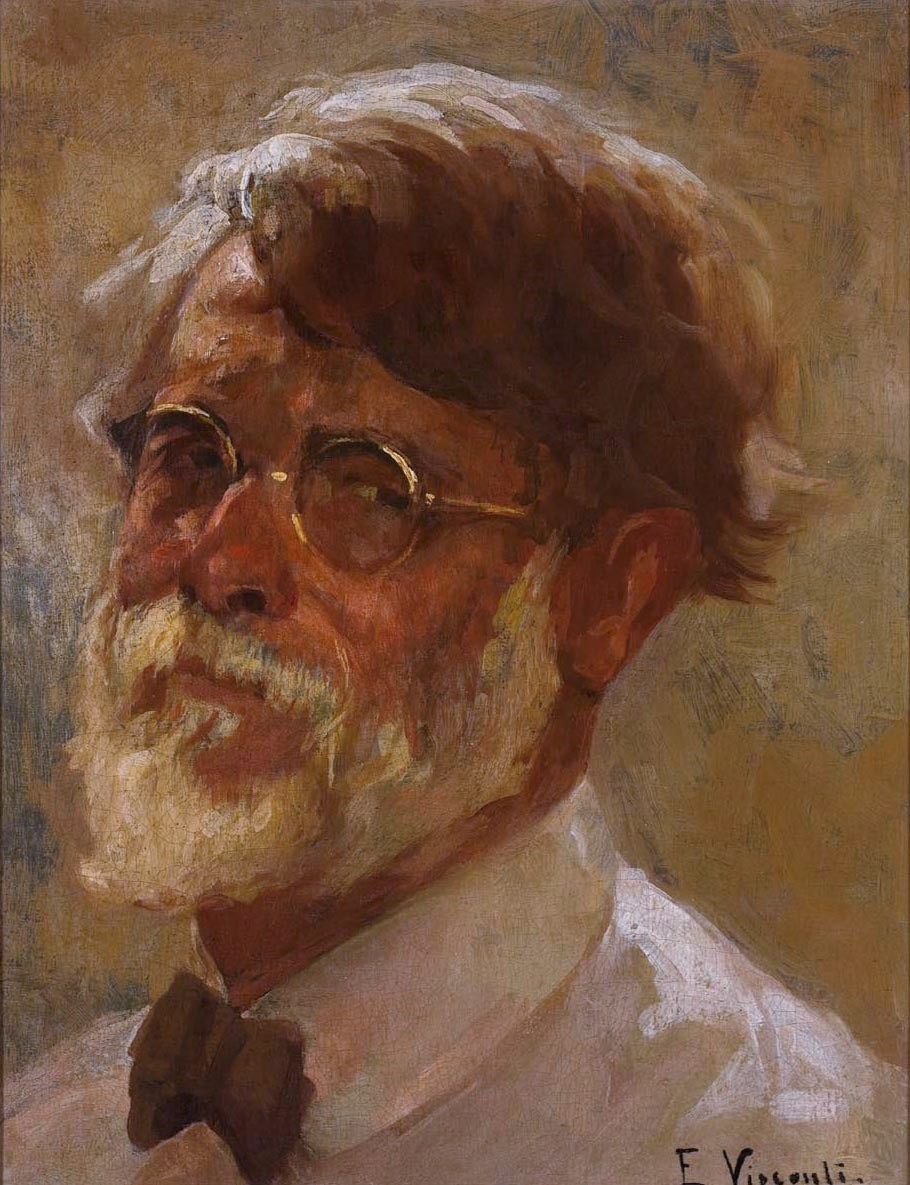
1930 - óleo sobre tela, coleção particular
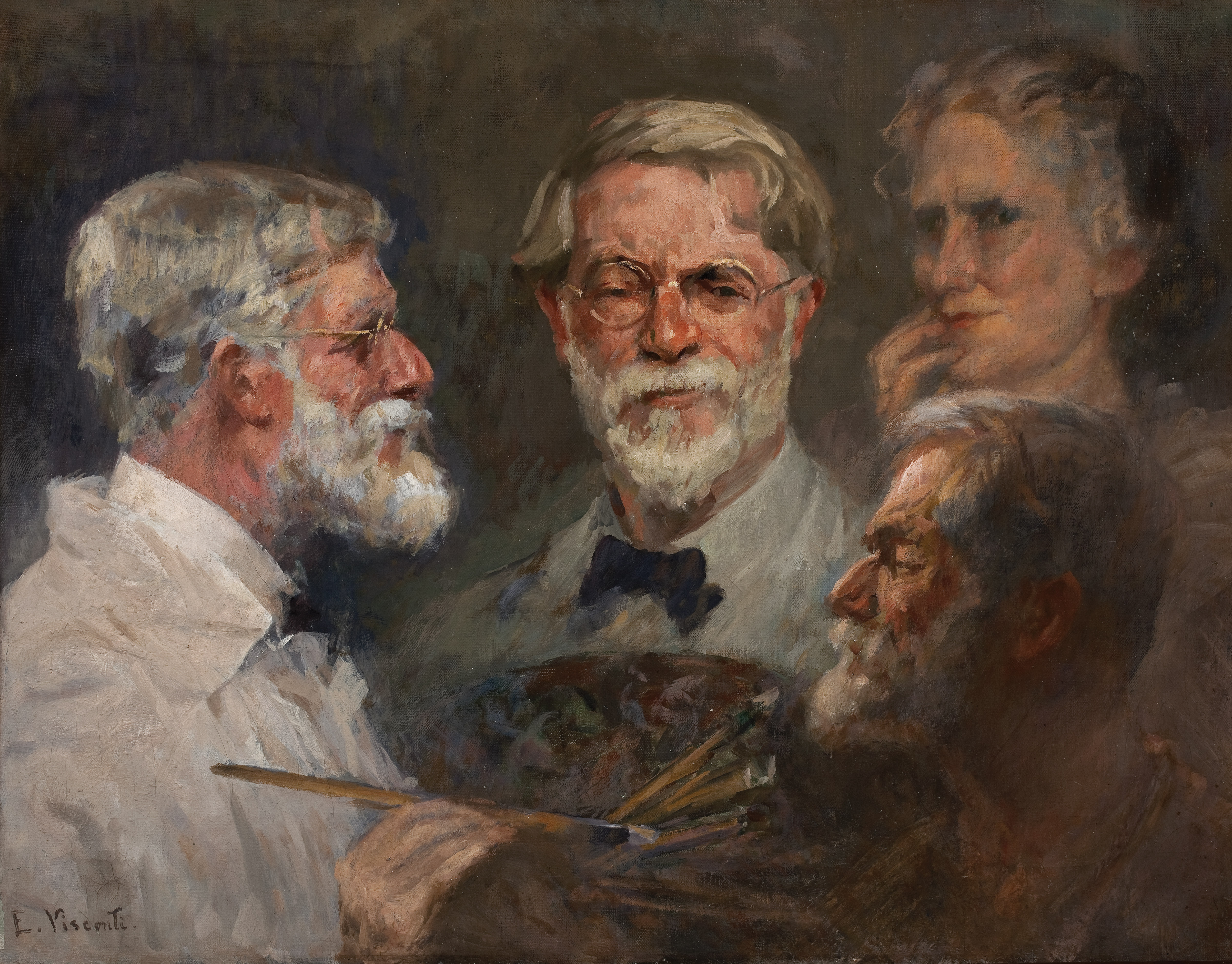
1938 - óleo sobre tela, Museu Nacional de Belas Artesr
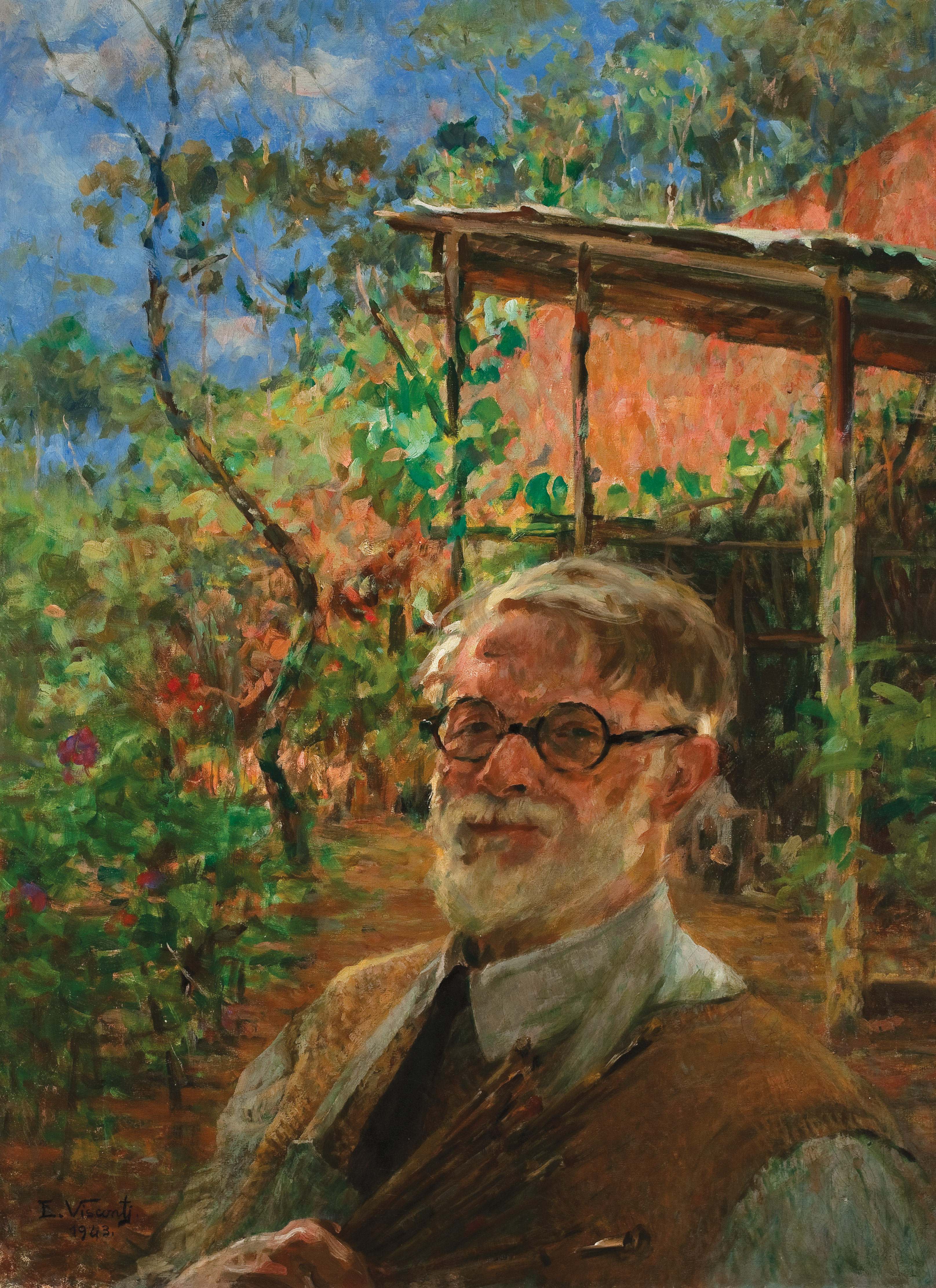
1943 - óleo sobre tela, Museu Nacional de Belas Artes